# ブリエッタ

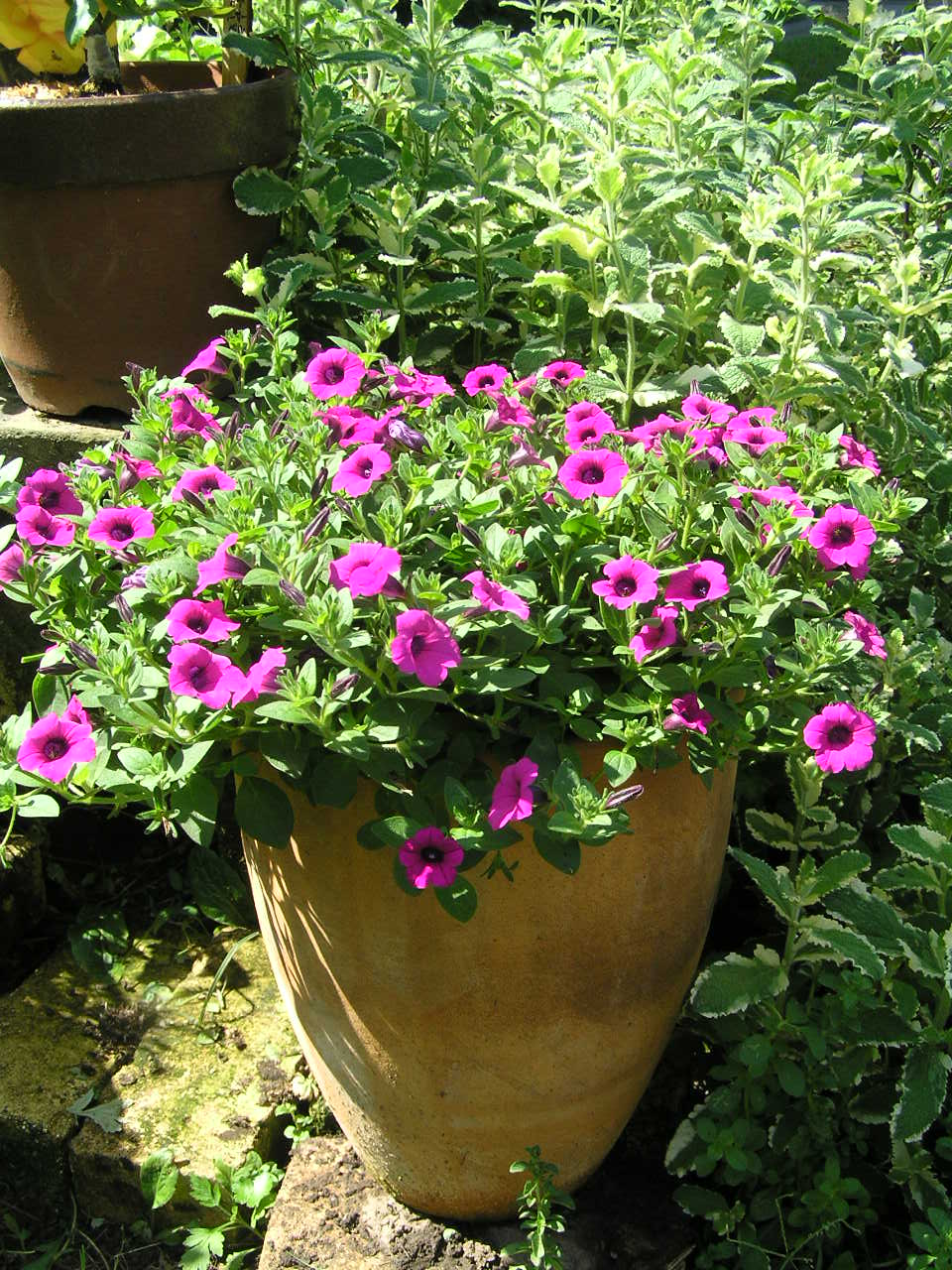
ブリエッタ（パープル）植え付け後約1か月

ブリエッタ（bluette）は、第一園芸が開発した小輪多花のほふく性を持つペチュニアの商品名で、ナス科の一年草植物である。2013年までは第一園芸で販売を行ってきたが、2014年より他品種17種と共にサントリーフラワーズに販売が移行した。

## 概要
ペチュニアを一新したスーパー品種。この品種の出現により、日本でもペチュニアの花壇植が可能になったと言っても過言ではない。日本の厳しい風土にも合う品種である。
特徴は生長力が旺盛な点にあり、1株の苗が植え付け後わずか2か月ほどで70～100cm幅以上にもに生長し、その高いほふく性と相まって強いボリュームをもつ。また、特にピンチ（摘心）を行わずとも自然と枝分かれしていくため、手間がかからない。高温多湿や低温にも比較的強く、耐病性が高いなど優れた特徴を持つ。開花期間は4月～10月である。10月～11月に株は枯れる。花は小さめで、ミリオンベルほどであり、見た目は区別が付きにくい。花色は暖色系から寒色系までそろい、現在、ミッドナイトベルベット、ナチュラルイエロー、ワインベルベット、ベビーピンク、デュエットローズ、パープル、デュエットバイオレット、アメイジングブルー、ホワイトの全9色がある。
また、ブリエッタにはバラ咲き（八重咲き）品種である「ブリエッタローズ」があり、八重咲き品種でありながら小輪多花性を実現した。
そちらのほうは現在ピュアホワイト、ライラックブルー、ビビッドピンクの3色がある。
欠点として、特に雨後悪臭のする品種がある。　花壇ではあまり気にならないが鉢植えでは気になる事もある。
一株で充分に大きくなるので、結局は安価であるが、一株の値段はペチュニアとしてはかなり高い方である。

## 栽培方法

### 切り戻し・摘心
ペチュニアは通常、株元が埋まるまでピンチ・切り戻しを繰り返し、脇芽を増やすほうがよいが、ブリエッタは苗が小さいうちにピンチを行なうだけで沢山の花をつける。また、花殻は自然に落ちやすい。「ブリエッタローズ」に関しては、花殻が落ちにくいため、病気予防の観点から花殻摘みを行う。

### 水遣り
乾燥気味に管理し、乾けばたっぷりやる。過湿は病気の原因になる。

### 病害虫
アブラムシ、ハダニなどが発生しやすい。オルトランにて予防する。うどんこ病、灰色カビ病にはトップジンMかロブラールを散布。

### 増やし方
挿し芽で簡単に増やせるが、品種登録品のため、営利目的での増殖、販売、譲渡はできない。
詳しくは、農林水産省のホームページで。